# Rocky Marciano vs. Joe Louis
Rocky Marciano vs. Joe Louis è stato un incontro di pugilato disputatosi il 26 ottobre 1951 presso il Madison Square Garden di New York, Stati Uniti. Fu l'ultimo incontro tra i professionisti combattuto da Joe Louis. Marciano sconfisse il trentasettenne ex-campione del mondo per KO tecnico all'ottava ripresa.

## Il contesto
Dopo vari avversari di livello, l'International Boxing Club garantì a Louis 300 000 dollari per affrontare l'imbattuto sfidante al titolo mondiale dei pesi massimi Rocky Marciano, il 26 ottobre 1951. Nonostante fosse ormai a fine carriera, e nove anni più vecchio dell'avversario, nell'ambiente della boxe molti credevano che Louis avesse comunque ancora una possibilità di farcela. Marciano stesso era dubbioso circa il match, ma alla fine acconsentì comprendendo la situazione economica di Joe Louis. Il timore maggiore degli addetti ai lavori, particolarmente di quanti avevano assistito alla potenza dei colpi di Marciano, era che Louis potesse riportare un infortunio permanente. Joe Louis andò al tappeto una prima volta all'ottavo round colpito da un gancio sinistro di Marciano, e meno di trenta secondi dopo fu atterrato nuovamente cadendo tra le corde del ring, e questa volta non riuscì a rialzarsi.

## L'incontro
Al match assistette un pubblico di 17 241 spettatori paganti con un incasso di 152 845 dollari. Ulteriori 185 000 dollari arrivarono dai diritti televisivi e radiofonici per la trasmissione dell'incontro.
Joe Louis ricevette un compenso di 132 000 dollari, mentre a Marciano andarono 44 000 dollari.
Nell'ottava ripresa, Joe Louis fu atterrato da un gancio sinistro di Marciano. Louis si alzò su un ginocchio al conto di "3" e si rialzò in piedi al conto di "8". Il match proseguì ancora per pochi secondi in quanto Marciano mise fine all'incontro con un potente destro che mandò definitivamente al tappeto Joe Louis facendolo cadere fuori dal ring passando tra le corde.

### Arbitro e giudici
- Arbitro: Ruby Goldstein
- Giudice: Joe Agnello
- Giudice: Harold Barnes

## Conseguenze
Negli spogliatoi dopo il match, Sugar Ray Robinson raccontò di aver visto Marciano che cercava di consolare il vecchio campione al tramonto, dicendogli: «Mi dispiace, Joe». «A cosa serve piangere?» rispose Louis, «l'uomo migliore vince. Penso che tutto sia andato per il meglio». Joe Louis fu sempre l'idolo di Marciano e dopo l'incontro nacque tra i due un'amicizia sincera, che portò Rocky ad aiutare il vecchio campione caduto in disgrazia dopo il ritiro, sia di salute sia finanziariamente.
Dopo la sconfitta con Marciano, Louis si ritirò dai professionisti. Egli avrebbe comunque continuato a combattere per esibizione in tour itineranti, e l'ultimo suo match in assoluto si tenne il 16 dicembre 1951 a Taipei, Taiwan, contro Corporal Buford J. deCordova.